# Pont de Créteil
Le pont de Créteil est un pont français qui enjambe la Marne entre Créteil et Saint-Maur-des-Fossés, quelques dizaines de mètres en aval du barrage de Créteil. Inauguré le 9 avril 1841, il remplace l'ancestral système de bac.

## Histoire

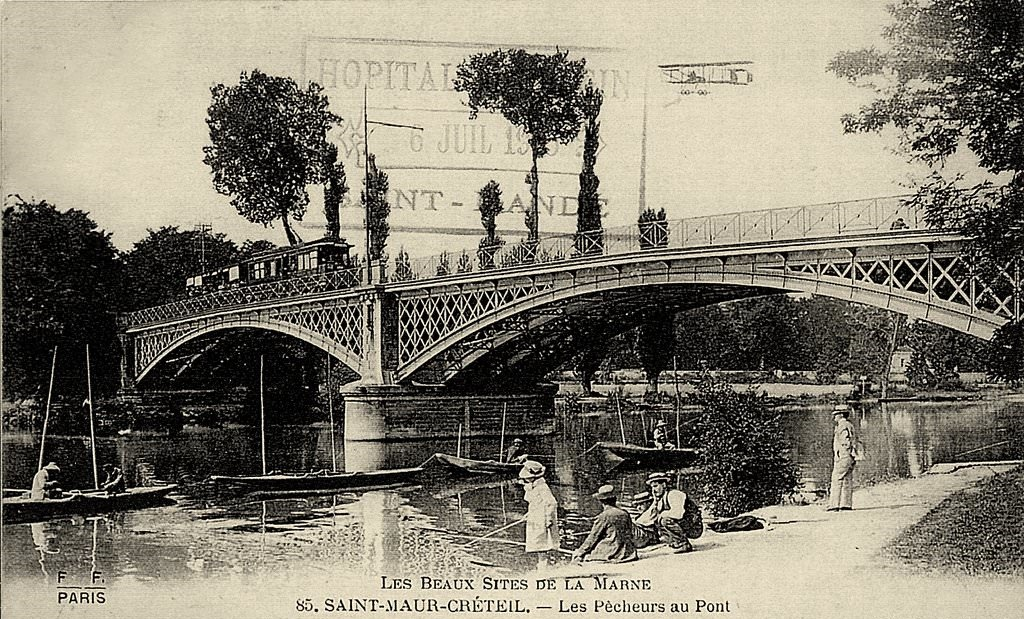
Le second pont de Créteil

Le premier pont inauguré en 1841 est un pont suspendu d'une seule travée de fiabilité incertaine. Afin de financer cet ouvrage, un péage est mis en place jusqu'en 1870. À cette date, le pont est détruit pendant la guerre franco-prussienne. Un second pont est édifié entre 1872 et 1874 sur les plans de l'architecte Joret.
Ce second pont est démoli et remplacé par l'actuel en 1962.

## Transports
Le pont de Créteil est traversé par la route départementale RD 86 et par une ligne de bus en site propre, le Trans-Val-de-Marne.